# Margarete Hilferding
Pour les articles homonymes, voir Hilferding.
Margarete Hilferding-Hönigsberg (aussi : Margarethe Hilferding-Hönigsberg), née à Hernals (Vienne) le 20 juin 1871 et morte lors du transfert de Theresienstadt à Maly Trostenets le 23 septembre 1942, est une médecin et psychanalyste autrichienne. Elle est l'une des premières femmes médecins autrichiennes, et la première femme membre de la Société psychanalytique de Vienne (1910).

## Biographie
Elle naît dans une famille de médecins, son père Paul Hönigsberg, est médecin, et sa mère, Emma Breuer, conseillère juridique dans un foyer d'ouvriers du 16e arrondissement de Vienne (Ottakring) ainsi que socio-démocrate engagée, est la cousine de Joseph Breuer.
À l'issue de ses études secondaires, Margarethe Hilferding passe le baccalauréat en candidate libre, puis s'inscrit en 1898 à l'université de Vienne, d'abord dans le cursus de philosophie, ouvert aux femmes depuis 1897, puis en médecine lorsque l'université accepte les étudiantes, en 1900. Elle obtient son doctorat de médecine en 1903, devenant l'une des premières femmes médecins autrichiennes. Elle se marie en 1904 avec l'économiste austro-marxiste Rudolf Hilferding, qui est ministre des Finances sous la république de Weimar (1928-1929), et avec qui elle a deux fils. Son fils aîné Karl Hilferding se convertit au catholicisme et devient missionnaire. 
Après son divorce d'avec Rudolf Hilferding, Margarete Hilferding quitte Berlin pour Vienne, où elle exerce comme médecin dans un quartier populaire, tout en menant des activités politiques, comme conseillère de district social-démocrate (1927-1934). 
En avril 1910, Paul Federn présente sa candidature à la Société psychanalytique de Vienne, où elle est acceptée après discussion sur l'admission des femmes dans la société alors composée uniquement d'hommes. Elle devient membre le 10 avril 1910, et assiste régulièrement aux réunions ainsi qu'aux conférences de Sigmund Freud à l'université de Vienne. Elle présente sa première communication, intitulée « Les bases de l'amour maternel », à la Société de psychanalyse en 1911.
Lors de la rupture d'Alfred Adler avec Freud, elle prend le parti d'Adler et démissionne en même temps que lui. Elle est active dans l'association de psychologie individuelle qu'il crée. Elle travaille comme médecin, notamment à l'hôpital de jour Mariahilfer Ambulatorium. Elle conserve une activité scientifique, tient des séminaires, écrit des articles sur des questions liées à l'éducation et aux femmes. 
Elle ne quitte pas à temps l'Autriche lors de l'Anschluss, et est dépossédée de son appartement, placée dans un asile de vieillards puis déportée le 28 juin 1942. Elle meurt d'épuisement durant un transfert entre les camps de Theresienstadt et de Maly Trostenets, le 23 septembre 1942. Son fils aîné Karl Hilferding, arrêté par la police française dans sa fuite des Pays-Bas, avant de pouvoir franchir la frontière suisse, est interné au camp de Drancy puis déporté à Auschwitz où il meurt le 2 décembre 1942. Seul a survécu son second fils, Peter Milford-Hilferding (de) (1908-2007), un économiste autrichien.

## Œuvre
Margarete Hilferding présente un exposé notable sur « les fondements de l'amour maternel » dans le cadre de la Société psychanalytique de Vienne en 1911.

Elle est par ailleurs connue pour ses activités dans le domaine social et politique.  

### « Les fondements de l'amour maternel »
En janvier 1911, dans son exposé à la société de psychanalyse viennoise intitulé « Les fondements de l'amour maternel », Margarethe Hilferding montra que « celui-ci n'est pas inné mais acquis ».

Dans la minute de Vienne du 11 janvier 1911 rapportant la conférence du Dr Hilferding  Sur les fondements de l'amour maternel, l'oratrice déclare clairement: « il n'existe pas d'amour maternel inné ». Elle remarque notamment qu'au moment de l'allaitement, « la montée du lait dans les seins s'accompagne d'une certaine sensation de plaisir ». De ce fait, « les sensations sexuelles du nourrisson doivent trouver un corrélatif dans des sensations correspondantes de la mère » .

### Engagement socio-politique
Margarete Hilferding, engagée dans le mouvement adlérien de la psychologie individuelle, fut très influente et active dans les années d'entre-deux-guerres. Elle est connue pour ses travaux scientifiques et son enseignement qui sont l'expression de son engagement dans la politique sociale et de formation de « Vienne la rouge ». Elle s'occupa notamment de la condition féminine, de la sexualité et de la régulation des naissances, d'émancipation et d'éducation.